# Fundación Alexander von Humboldt
La Fundación Alexander von Humboldt (en alemán: Alexander-von-Humboldt-Stiftung; AvH) es una fundación sin ánimo de lucro de Alemania para el fomento de la cooperación internacional en materia de investigación. Promueve la cooperación científica entre investigadores extranjeros y alemanes y apoya los vínculos científicos y culturales resultantes. En 2015, su presupuesto incluía gastos de más de 100 millones de euros. En 2018, la Fundación Alexander von Humboldt fue la que más gastos asignados declaró (113 millones de euros) entre todas las fundaciones de derecho público en Alemania.
Su misión es financiar individuos y no proyectos, no hay cuotas y los becarios y premiados son libres de elegir sus temas de investigación y socios de cooperación. En la selección de los becarios priman las altas calificaciones con independencia de la nacionalidad, el género, la religión o el origen étnico y social.

## Historia

### De 1860 a 1945
La primera fundación que lleva el nombre de Alexander von Humboldt, la Alexander von Humboldt-Stiftung für Naturforschung und Reisen (Fundación Alexander von Humboldt para la Investigación de la Naturaleza y los Viajes), se creó en Berlín poco después de la muerte del naturalista en 1860. La iniciativa partió de Gustav Magnus, que también se encargó de la financiación; Alexander Mendelssohn actuó como tesorero. La fundación estaba adscrita a la Real Academia Prusiana de Ciencias de Berlín, apoyaba los viajes de investigación al extranjero de los científicos alemanes, pero perdió su capital en la hiperinflación de principios de los años 1920.
En 1925, la institución se restableció a instancias del Ministerio de Asuntos Exteriores y, desde entonces, apoyó a científicos y doctorandos extranjeros durante sus estudios en Alemania. Con la caída del régimen nazi y el fin de la Segunda Guerra Mundial, cesó sus actividades en 1945.

### Desde 1953 al presente
También a propuesta de antiguos científicos invitados por Humboldt, la actual Fundación Alexander von Humboldt fue creada por la República Federal de Alemania el 10 de diciembre de 1953. Desde entonces, la fundación ha patrocinado a más de 28 000 científicos de unos 140 países, entre ellos 55 ganadores del Premio Nobel. Se ocupa de los científicos visitantes extranjeros, en su mayoría jóvenes, de todas las disciplinas, durante sus estancias de investigación en Alemania, y cuenta con el apoyo del Ministerio de Asuntos Exteriores, el Ministerio Federal de Educación e Investigación, el Ministerio Federal de Cooperación Económica y Desarrollo, el Ministerio Federal de Medio Ambiente, Conservación de la Naturaleza y Seguridad Nuclear, así como de otros socios nacionales e internacionales. Se presta especial atención al fomento de los contactos entre los antiguos becarios y los científicos alemanes y se crea una red activa de científicos en todo el mundo.
La Fundación publica la revista Humboldt-Kosmos: Research, Diplomacy, Internationality desde 2001. Esta revista fue precedida por las Mitteilungen der Alexander-von-Humboldt-Stiftung, comunicaciones o boletines que se han publicado desde 1966.
La sede central se encuentra en Bonn-Bad Godesberg. Comprende un complejo de edificios formado por una villa catalogada de 1905 (Jean-Paul-Strasse 12) y un edificio de oficinas construido en 1975-76 como ampliación de las instalaciones con oficinas, espacios de representación y apartamentos (Mirbachstrasse 3-5). En Bad Godesberg, la fundación también tenía una casa de huéspedes (Herderstraße 57) construida en 1965/66 según un diseño de Erich Schneider-Wessling, que después fue declarado edificio protegido.

## Premios y reconocimientos
La Fundación Humboldt concede el Premio de Investigación Humboldt a científicos extranjeros de reconocido prestigio. El premio Sofja Kovalevskaja se concede desde 2002. Desde 2008 también concede la Cátedra Alexander von Humboldt, el mayor galardón para la investigación en Alemania, dotado con 3,5 o 5 millones de euros. Otros son el Premio de Investigación Anneliese Maier para investigadores de humanidades y ciencias sociales procedentes del extranjero, así como el Premio de Investigación Georg Forster para investigadores de todas las disciplinas procedentes de países emergentes y en desarrollo. Además, junto con el Ministerio francés de Enseñanza Superior e Investigación, concede anualmente el Premio Humboldt Gay Lussac a científicos franceses desde 1982 y, hasta 2016, concedía el Premio de Investigación Max Planck junto con la Sociedad Max Planck. Este fue sustituido en 2018 por el Premio de Investigación Max Planck Humboldt, que se concede cada año junto con la Sociedad a un investigador del extranjero.

## Presidentes y secretarios generales desde 1953
| - Werner Heisenberg (1953–1975) - Feodor Lynen (1975–1979) - Wolfgang Paul (1979–1989) - Reimar Lüst (1989–1999) - Wolfgang Frühwald (1999–2007) - Helmut Schwarz (2008–2017) - Hans-Christian Pape (2018- ) | - Ruth Ziervogel-Tamm (1954–56) - Heinrich Pfeiffer (1956–1994) - Manfred Osten (1995–2004) - Georg Schütte (2004–2010) - Enno Aufderheide (2010- ) |